# 邮通街
39°54′21″N 116°25′29″E / 39.9058052°N 116.4246088°E
邮通街是位于北京市东城区中部的一条道路。

## 简介
邮通街北起建国门内大街，南到北京站西街。邮通街的东侧即北京邮政枢纽，邮通街伴随北京邮政枢纽建成，并因此而得名。
1971年，国家在北京站北面建成邮件转运大楼。1993年7月，又在此处建成北京邮政枢纽，北京市邮政局遂迁至建国门内大街南侧的北京邮政枢纽北楼。1993年成立的北京邮区中心局也设在北京邮政枢纽，是中华人民共和国业务量最大的邮件内部处理中心及总包邮件转运中心。邮通街是北京邮车来往最密集的地方。
2009年2月，《北京日报》报道邮通街上长期存在外地长途车违法拉客的现象。2013年7月，《北京日报》报道，邮通街仍然存在外地长途车违法拉客的现象，主要是开往唐山方向的客运长途车，邮通街并非北京市批准的合法长途客运站，但从这里乘车的旅客仍然很多。